# Pedaliodes praxia
Pedaliodes praxia är en fjärilsart som beskrevs av William Chapman Hewitson 1877. Pedaliodes praxia ingår i släktet Pedaliodes och familjen praktfjärilar. Inga underarter finns listade i Catalogue of Life.